# Vysoké Pole
Vysoké Pole település Csehországban, a Zlíni járásban. Vysoké Pole Drnovice, Újezd, Vlachova Lhota és Bratřejov településekkel határos. Lakosainak száma 868 fő (2024. január 1.).

## Népesség
A település lakosságának változását az alábbi diagram mutatja:
| Lakosok száma | 565  | 636  | 661  | 926  | 857  | 780  | 837  | 836  | 811  | 868  |
|               | 1869 | 1900 | 1921 | 1961 | 1980 | 2011 | 2016 | 2019 | 2021 | 2024 |